# Evelyn Evelyn

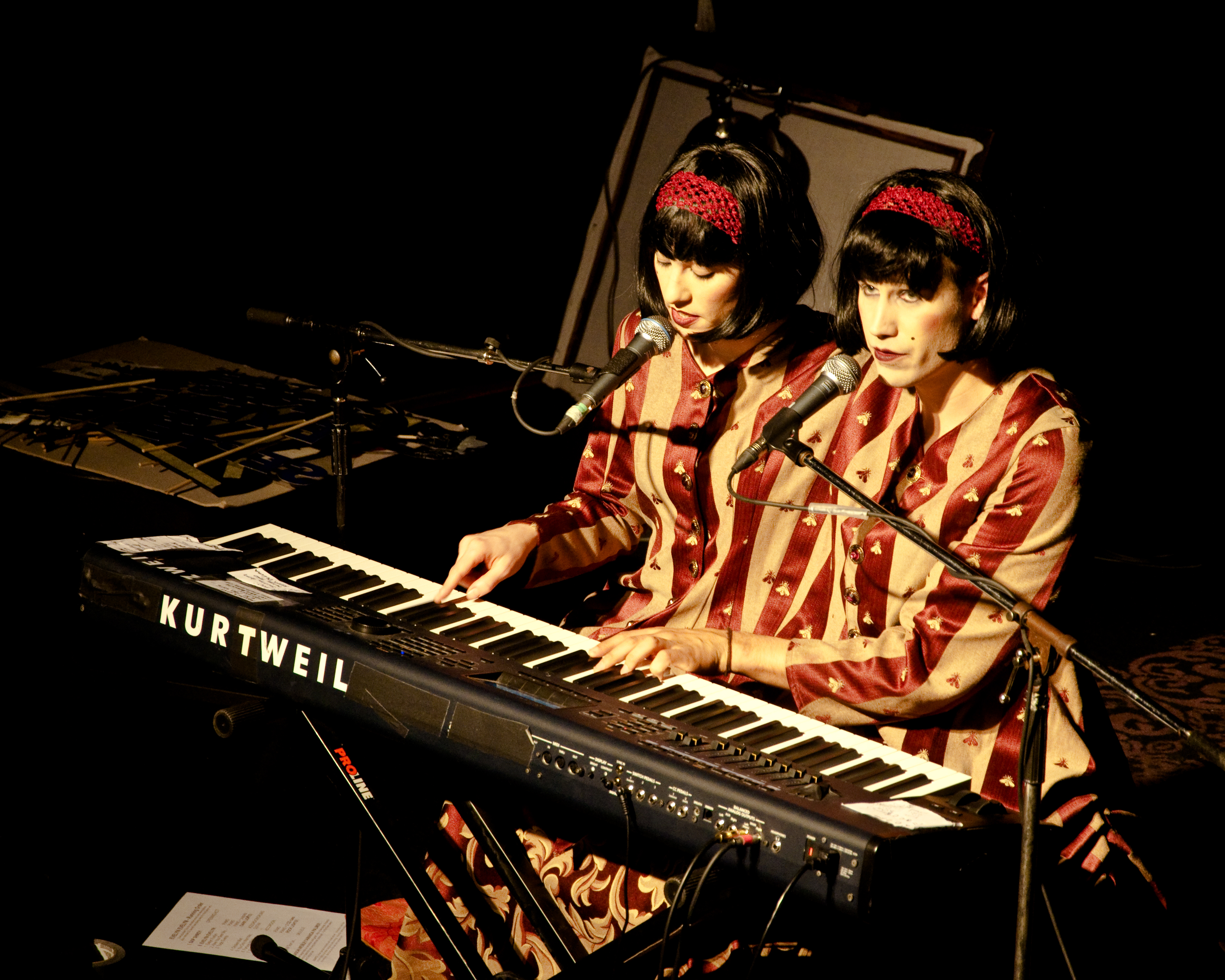
Evelyn Evelyn live

Evelyn Evelyn ist ein musikalisches Duo, bestehend aus Amanda Palmer (die ihre internationale Bekanntheit als Mitglied der Band The Dresden Dolls erlangte) und dem amerikanischen Musiker Jason Webley. Sie erfanden eine skurrile Geschichte, wonach sie 2007 ein Paar Siamesischer Zwillinge namens Evelyn und Evelyn Neville (genannt „Eva“ und „Lyn“) musikalisch entdeckt und gefördert hätten. Tatsächlich treten Palmer und Jason auf wie Siamesische Zwillinge, indem sie zusammengenähte Kleidungsstücke und die gleichen Perücken tragen.

## Geschichte
Im Jahr 2007 veröffentlichte die Band eine Schallplatte mit drei Tracks zusammen mit einer CD mit sechs Tracks namens Elephant Elephant, die in einer limitierten Auflage von 1.111 Stück auf Jason Webleys Label 11 records erschien. Sie war schnell ausverkauft. Das Paket enthielt auch Amandas und Jasons Geschichte, wie sie die Evelyns kennenlernten, den Prozess der Schallplattenaufnahme sowie einen Aufkleber von dem zweiköpfigen Elefanten Bimba & Kimba.
Ein Album in voller Länge wurde am 30. März 2010 unter dem Titel Evelyn Evelyn veröffentlicht, gefolgt von einer weltweiten Tournee mit Auftritten in Australien, Europa und Nordamerika. Das Album wurde von Mathias Denecke auf laut.de als „eine nette Abwechslung im Frühling“ bezeichnet, das „dem April in seiner Wankelmütigkeit“ in nichts nachstehe.

## Diskografie
Alben
- 2010: Evelyn Evelyn

EPs
- 2007: Elephant Elephant